# ニュース645 (NHK名古屋)
『ニュース645』（ニュースろくよんご）は、NHK総合テレビの東海3県（名古屋・岐阜・津の各NHK放送局）で放送されている『NHKニュース』のローカルニュース番組である。
番組表上では『ニュース・気象情報（東海3県）』と表記されることもある。

## 放送時間
- 土曜日・日曜日・祝日 18:45 - 18:59（※年末年始及び特別編成時は18:50 - 19:00に放送）（JST）
  - 18:53 - 18:55（年末年始及び特別編成時は18:55 - 18:57）の東京から全国の気象情報を放送。

## キャスター
- 主にNHK名古屋放送局のアナウンサーが交替で担当している。